# Jasło (gmina wiejska)
Jasło – gmina wiejska w województwie podkarpackim, w powiecie jasielskim. W latach 1975–1998 gmina położona była w województwie krośnieńskim.
Siedziba gminy to Jasło.

## Struktura powierzchni
Według danych z roku 2002 gmina Jasło ma obszar 93,1 km², w tym:
- użytki rolne: 73%
- użytki leśne: 18%

Gmina stanowi 11,21% powierzchni powiatu.

## Demografia

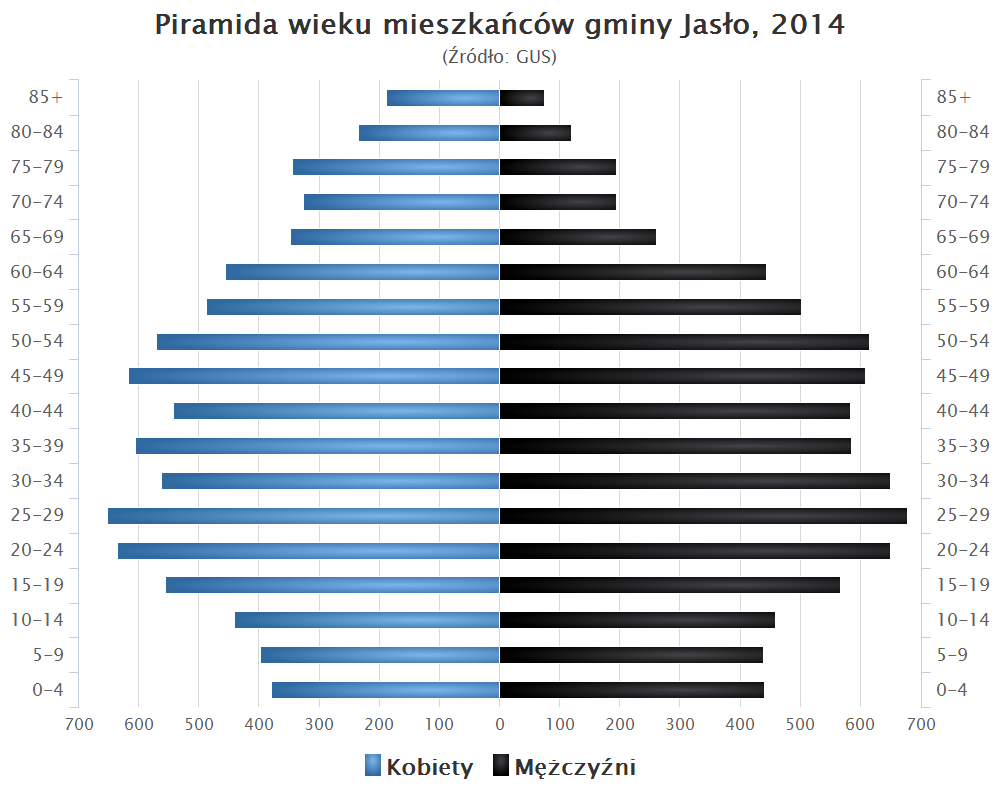
Piramida wieku mieszkańców gminy Jasło w 2014 roku

Dane z 331.12.2017 roku.
| Opis                              | Ogółem | Ogółem | Kobiety | Kobiety | Mężczyźni | Mężczyźni |
| --------------------------------- | ------ | ------ | ------- | ------- | --------- | --------- |
| jednostka                         | osób   | %      | osób    | %       | osób      | %         |
| populacja                         | 16 331 | 100    | 8 296   | 50,8    | 8 035     | 49,2      |
| gęstość zaludnienia (mieszk./km²) | 176    | 176    | 89      | 89      | 87        | 87        |

## Sołectwa
Bierówka, Brzyście, Chrząstówka, Gorajowice, Jareniówka, Kowalowy, Łaski-Sobniów, Niegłowice, Niepla, Opacie, Osobnica, Szebnie, Trzcinica, Warzyce, Wolica, Zimna Woda, Żółków

## Sąsiednie gminy
Brzyska, Dębowiec, Frysztak, Jasło (miasto), Jedlicze, Kołaczyce, Lipinki, Skołyszyn, Tarnowiec, Wojaszówka